# Charles Hays
Charles Hays, född 2 februari 1834 i Greene County i Alabama, död 24 juni 1879 i Greene County i Alabama, var en amerikansk politiker (republikan). Han var ledamot av USA:s representanthus 1869–1877.
Hays efterträdde 1869 Charles Wilson Pierce som kongressledamot och efterträddes 1877 av Charles M. Shelley.